# Szewczenkowe (hromada Reszetyliwka)
Szewczenkowe (ukr. Шевченкове) – wieś na Ukrainie, w obwodzie połtawskim, w rejonie połtawskim, w hromadzie Reszetyliwka. W 2016 liczyła 407 mieszkańców, spośród których 389 wskazało jako ojczysty język ukraiński, 18 rosyjski.